# Александър Джолов
Александър Спиридонович Джолов (на македонска литературна норма: Александар Спиридонович Џолевски) е ранен поддръжник на македонизма.

## Биография
Роден е в 1881 година в Тетово. Учи ориенталистика във Факултета по източни езици на Санктпетербургския университет, Русия, където в 1903 година е сред основателите на македонистичното Славяно-македонско научно и литературно дружество. Дипломира се в 1908 година.